# Jacob van Lenneplaan 57 (Baarn)
Villa Carpe Diem aan de Jacob van Lenneplaan 57 is een gemeentelijk monument in Baarn in de provincie Utrecht. Het huis staat in het Wilhelminapark dat onderdeel is van rijksbeschermd dorpsgezicht Prins Hendrikpark e.o.

## Oorsprong
De villa is in 1912-1913 gebouwd in opdracht van de heer C. Calkoen. De villa is ontworpen door C. de Groot te Hilversum. De villa heette oorspronkelijk 'Groen en Hout'. De villa kijkt uit op het Baarnse bos.

## Bewoning
De woning is eerst bewoond geweest door Calkoen. De familie Calkoen verkocht het huis aan Jan Lodewijk Pierson in 1914. Deze kocht het huis voor een van zijn dochters, Louise Christina en haar familie, echtgenoot Jan Hendrik van Dorp en hun zes kinderen. Louise Christina Pierson woonde in het huis tot haar dood in juni 1963. Inmiddels heeft de villa een kantoorbestemming.

## Jacob van Lenneplaan
De Jacob van Lenneplaan is op 19 februari 1891 genoemd naar de schrijver Jacob van Lennep (1802-1868). Het boek Ferdinand Huyck uit 1840 is van zijn hand. Het verhaal speelt zich gedeeltelijk af in Baarn. Alhoewel de laan in 'Hoog Baarn' ligt, was zij van origine niet bedacht in het Wilhelminapark. Evenwel bestond de laan al in 1830.